# Fill My Little World
Fill My Little World is een single van The Feeling. Het is afkomstig van het album Twelve Stops And Home. Het is in de (na)zomer van 2006 een hit in Nederland.
The Feeling maakt vrolijke nummers. Dit valt ook in Fill My Little World te horen. Het nummer bevat een opzwepend refrein en melodieuze coupletten. Men vergelijkt dit nummer wel met The Beatles. Het onderwerp van dit lied is de liefde. In het refrein wordt om liefde gevraagd: Hey show some love/you aint so tough/come fill my little world/right up/right up.
Ook is het nummer gebruikt in een reclame op de Nederlandse televisie voor vruchtensap.

## Hitnotering
| Fill My Little World in de Mega top 50 Binnen: 20 augustus 2006 | Fill My Little World in de Mega top 50 Binnen: 20 augustus 2006 | Fill My Little World in de Mega top 50 Binnen: 20 augustus 2006 | Fill My Little World in de Mega top 50 Binnen: 20 augustus 2006 | Fill My Little World in de Mega top 50 Binnen: 20 augustus 2006 | Fill My Little World in de Mega top 50 Binnen: 20 augustus 2006 | Fill My Little World in de Mega top 50 Binnen: 20 augustus 2006 |
| Week                                                            | 1                                                               | 2                                                               | 3                                                               | 4                                                               | 5                                                               | 6                                                               |
| --------------------------------------------------------------- | --------------------------------------------------------------- | --------------------------------------------------------------- | --------------------------------------------------------------- | --------------------------------------------------------------- | --------------------------------------------------------------- | --------------------------------------------------------------- |
| Nummer                                                          | 41                                                              | 29                                                              | 32                                                              | 37                                                              | 39                                                              | 42                                                              |